# Течалута-де-Монтенегро (муниципалитет)
Течалута-де-Монтенегро (исп. Techaluta de Montenegro) — муниципалитет в Мексике, в штате Халиско, с административным центром в одноимённом посёлке. Численность населения, по данным переписи 2020 года, составила 4072 человека.

## Общие сведения
Название муниципалитета составное: Techaluta с языка науатль можно перевести как: место обитания течалотов, а Montenegro дано в честь национального героя Лауро Монтенегро.
Площадь муниципалитета равна 79,2 км², что составляет 0,1 % от общей площади штата, а наиболее высоко расположенное поселение Эль-Агуа-дель-Сауко находится на высоте 2761 метр.
Течалута-де-Монтенегро граничит с другими муниципалитетами штата Халиско: на севере с Сакоалько-де-Торресом, на востоке с Атояком, на юге с Амакуэкой, на западе с Тапальпой и Атемахак-де-Брисуэлой.

## Учреждение и состав
Муниципалитет был образован 25 сентября 1888 года, по данным 2020 года в его состав входит 13 населённых пунктов, самые крупные из которых:
| Код INEGI                  | Населённый пункт                                                                                                | Численность населения (2005 год) | Численность населения (2010 год) | Численность населения (2020 год) |
| -------------------------- | --- | -------------------------------- | -------------------------------- | -------------------------------- |
| 089                        | Всего | 3044                             | 3511                             | 4072                             |
| 0001                       | Течалута-де-Монтенегро (исп. Techaluta de Montenegro) 20°04′29″ с. ш. 103°33′02″ з. д. (административный центр) | 2169                             | 2476                             | 2856                             |
| 0017                       | Эль-Сапоте (исп. El Zapote (San Miguel del Zapote)) 20°07′57″ с. ш. 103°32′00″ з. д.                            | 590                              | 653                              | 684                              |
| 0003                       | Анока (исп. Anoca) 20°05′29″ с. ш. 103°32′39″ з. д.                                                             | 205                              | 202                              | 272                              |
| 0008                       | Ла-Эрмосура (исп. La Hermosura) 20°06′50″ с. ш. 103°36′05″ з. д.                                                | 16                               | 135                              | 171                              |
| 0018                       | Эль-Агуа-дель-Сауко (исп. El Agua del Sauco) 20°04′05″ с. ш. 103°37′20″ з. д.                                   | 26                               | —                                | 33                               |
| —                          | Прочие | 38                               | 45                               | 56                               |
| Названия на карте Генштаба | |                                  |                                  |                                  |

## Природные ресурсы
Муниципалитет располагает следующими ресурсами:
- 4323 гектар леса, преимущественно состоящие из таких видов деревьев как сосна, дуб и гикори.

## Экономическая деятельность
По статистическим данным 2010 года, работоспособное население разделено по профессиям в следующих пропорциях:
- работники сельского хозяйства — 39,3 %;
- рабочие в производстве и строительстве — 15,7 %;
- торговцы, работники сферы услуг и туризма — 33,8 %;
- инженеры и управленцы — 10,3 %;
- прочие — 0,9 %.

## Инфраструктура
По статистическим данным 2020 года, инфраструктура развита следующим образом:
- электрификация: 99,8 %;
- водоснабжение: 83,7 %;
- водоотведение: 97,3 %.